# Oedemera vittata
Oedemera vittata là một loài bọ cánh cứng trong họ Oedemeridae. Loài này được Kirsch miêu tả khoa học năm 1873.